# Jernbanebroen over Limfjorden
Die Jernbanebroen over Limfjorden (deutsch: Eisenbahnbrücke über den Limfjord) stellte seit 1879 die Verbindung zwischen den Bahnhöfen Nørresundby und Aalborg  der Bahnstrecke Aalborg–Frederikshavn über den Limfjord in Dänemark dar. Durch die 2003 erfolgte Inbetriebnahme des Haltepunktes Aalborg Vestby auf der Südseite und die Stilllegung des Bahnhofes Nørresundby im Mai 1979 auf der Nordseite des Limfjorden sind gegenwärtig Aalborg Vestby und Lindholm die mit der Brücke verbundenen Betriebsstellen.
Die früher als Limfjordsbroen bezeichnete Brücke – ebenfalls wie die weiter östlich liegende Straßenbrücke – erhielt ab dem 1. Oktober 2003  von Banestyrelsen den neuen offiziellen Namen. Häufig wird die Brücke nur Jernbanebroen bezeichnet.

## Geschichte
Mit dem Gesetz vom 24. April 1868 wurde der Bau der Eisenbahnstrecke von Nørresundby nach Frederikshavn beschlossen. Die Arbeiten an der 84 km langen Strecke begannen im Mai 1869. Die Strecke zwischen Nørresundby und dem ersten Bahnhof in Frederikshavn wurde am 15. August 1871 eingeweiht, zur Feier kam König Christian IX. Um den Fjord zu überqueren und zum Bahnhof nach Aalborg zu kommen, gab es zwei Möglichkeiten. Eine davon war eine bereits vorhandene Schiffsbrücke über den Fjord. Die andere war neu: die Staatsbahnen nahmen am Eröffnungstag einen Fährbetrieb für Passagiere und Fracht, jedoch nicht für Schienenfahrzeuge, mit dem 20 Meter langen, in England gebauten Schraubendampfschiff Lille Belt auf.
Die Entfernung über den Limfjord betrug etwa 350 Meter. Das Dampfschiff hatte seinen Anlegeplatz, wo sich jetzt die Eisenbahnbrücke befindet. Es führten Gleise von den Anlegern sowohl in Aalborg als auch in Nørresundby zu den Bahnhöfen. In Nørresundby wurden die Züge bis zum Anleger geführt. Von der Ankunft des Zuges in Nørresundby bis zur Abfahrt nach Aalborg waren 35 Minuten vorgesehen.
In den ersten Jahren nutzten täglich 65 bis 80 Fahrgäste die Überfahrt. denn die Überfahrt mit dem Dampfschiff war teuer und konnte nicht mit den fünf Øre konkurrieren, die es kostete, um über die Pontonbrücke zu gehen. Der Dampfer fuhr mehr als sieben Jahre, bis die Eisenbahnbrücke fertig war.

### Erste Limfjordbrücke

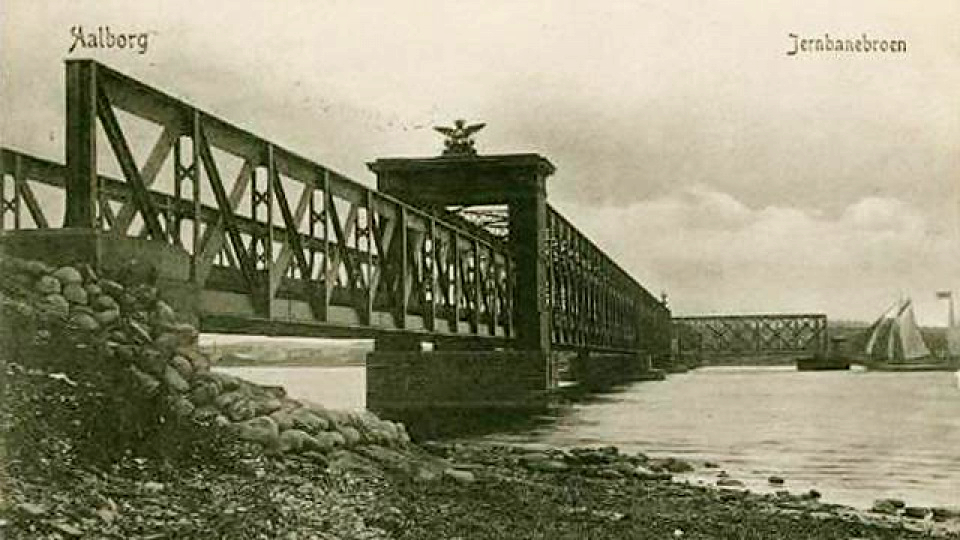
Erste Eisenbahnbrücke über den Limfjord – Drehbrücke im offenen Zustand

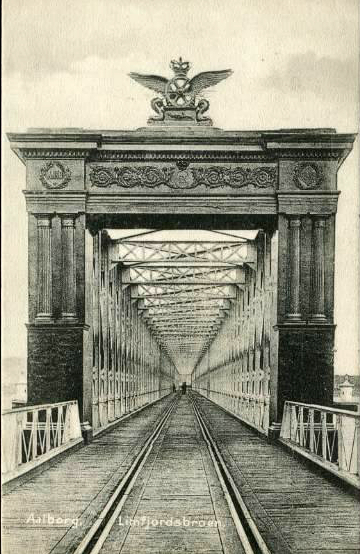
Portal der ersten Eisenbahnbrücke über den Limfjord

1871 wurde ein internationaler Wettbewerb für eine Brücke am heutigen Fjordübergang ausgeschrieben. Zu den Anforderungen gehörte, dass sie auf sieben Pfeilern ruhen und der Aufbau aus Eisen bestehen und sie sowohl für den Eisenbahnverkehr als auch für den normalen Verkehr ausgelegt sein sollte. Die letztere Anforderung wurde später fallengelassen.
Es gingen 33 Vorschläge ein, von denen nur der der französischen Compagnie de Fives-Lille als geeignet angesehen wurde, jedoch zu teuer war.
Im Oktober 1873 wurde der Vertrag mit der Compagnie de Fives-Lille mit einem Festpreis von 2.575.000 Kronen zur Erstellung der Eisenbahnbrücke unterzeichnet, und im Juni 1874 begannen die Arbeiten mit den sieben Pfeilern, die die Brücke tragen sollten. Der Bau war aufgrund des über 30 Meter tiefen Schlamms auf dem Fjordboden schwierig und kostete 14 Menschen das Leben. Die Arbeitskräfte waren hauptsächlich Franzosen und Italiener. Die Ausgrabungsarbeiten für die Brückenpfeiler fanden in einer Tiefe von bis zu 35 Metern in Arbeitskammern mit Überdruck von drei bis vier atü statt, bei dem die Arbeiter nur drei Stunden arbeiten konnten. Mehrere Arbeiter erlitten die Taucherkrankheit.
Noch bevor alle Pfeiler fertig waren, begann der Einbau des aus Frankreich stammenden Brückenaufbaus, der erst nach Ankunft auf den Baustellen in Nørresundby und Aalborg zusammengebaut wurde. Ein Feld der 318 Meter langen Brücke war eine Drehbrücke.
Der Bau wurde 1878 abgeschlossen, die Freigabe für den Verkehr erfolgte am 8. Januar 1879 und am 16. August 1879 wurde die Brücke eingeweiht. Die abgerechneten Kosten betrugen 2.729.353 Kronen.
Eine Direktverbindung mit Zügen nach Aalborg wurde erst mit der Inbetriebnahme aufgenommen. Danach wurde die Strecke sofort ein wichtiger Versandweg für Güter über Frederikshavn nach Schweden.
Im großen Eisenbahngesetz vom 8. Mai 1894 waren die Bahnstrecken Nørresundby–Fjerritslev und Sæby–Frederikshavn enthalten. Die Konzessionen wurden am 26. Juni 1896 erteilt. Die Gesellschaft Fjerritslev–Frederikshavn Jernbane (FFJ) bewarb sich für beide Strecken.
Das Eisenbahngesetz schrieb vor, dass die Eigentümer der beiden Bahnen die Möglichkeit haben sollten, die DSB-Strecke zwischen Nørresundby und Aalborg zu benutzen. Der Bahnhof Aalborg sollte vergrößert werden, bevor er die Endstation für die beiden Strecken werden sollte. Die Fjerritslevbane begann in Nørresundby und die Sæbybane von einer 1874 angelegten temporären Station mit dem Namen Nørresundby Havnebane.
1904 wurde die Drehbrücke mit einem elektrischen Antrieb versehen.

### Zweite Limfjordbrücke
Mitte der 1930er Jahre waren die Lokomotiv- und Zuggewichte so angestiegen, dass die Kapazität der ersten Brücke nicht mehr ausreichte. Die Höchstgeschwindigkeit über die Brücke betrug nur noch 15 km/h. Deshalb wurde 1937 mit dem Bau einer neuen Brücke begonnen. Durch die im Mai 1936 erfolgte Stilllegung des am 17. November 1928 eröffneten Streckenabschnittes Hvalsø–Frederikssund der Sjællandske midtbane wurden Teile einer 1928 gefertigten Brücke, die Frederikssundsbroen über den Roskilde-Fjord, frei, die nun nach Aalborg gebracht wurden. Die von der Allerups nye Maskinfabrik in Odense gebaute Brücke besaß neben festen Teilen eine 37 m lange Klappbrücke. Nach der Erweiterung um zwei Brückenteile überspannte sie den Fjord.
Die am  23. April 1938 eröffnete Brücke ist als Stahlfachwerkbrücke ausgeführt. Sie besteht aus neun Brückenfeldern, wobei das mittlere Feld als Klappbrücke ausgeführt ist. Dieser Teil bietet Schiffen eine 30 m breite Durchfahrt. Die Höhe vom Normalwasserstand zur Brücke beträgt am Kai in Aalborg 4,40 m und in Nørresundby 3,30 m.
Auf Kosten der Stadt Aalborg wurde die neue Brücke an der Südseite so stark angehoben, dass die Vestre Havnepromenade darunter durchgeführt werden konnte. Auf der Seite von Nørresundby wird der Thistedvej mit einem beschrankten Bahnübergang überquert, was Wartezeiten verursacht.
Während des Zweiten Weltkrieges diente der Flughafen Aalborg als Zwischenstation für deutsche Flugzeuge. Die Brücke war für die Sicherung der Verbindungslinien wichtig. Deshalb gab es eine Wache an der Brücke, an beiden Enden wurden Geschütztürme gebaut.
Die Säulen der alten Brücke verblieben im Fjord. Sie wurden 1995 renoviert und dienen als Eisbrecher für die Eisenbahnbrücke.
Schiffe mit einer Länge von mehr als 53 m dürfen die Brücke nur mit einem Lotsen passieren. Schiffe, die die geschlossene Brücke passieren können, beispielsweise durch Absenken des Mastes, können nicht verlangen, dass die Brücke geöffnet wird. Bei Windstärken über 18 m/s wird die Brücke nicht geöffnet. Jährlich wird die Klappbrücke 4000 mal geöffnet und lässt etwa 10.000 Schiffe passieren.

## Unfälle
Am 28. September 1956 wurde die Brücke von dem englischen Tanker Australity gerammt. Der Brückenwächter auf der Eisenbahnbrücke gab das Signal, dass das Schiff warten müsse, da eine Rangierlokomotive auf der Brücke war und drei Minuten später ein Personenzug vorbeifahren sollte.
Der Befehl wurde missverstanden, und mit fast voller Geschwindigkeit traf der Tanker die Eisenbahnbrücke, der die Brückenklappe auf der Aalborg-Seite ins Wasser schob. Bei dem Unfall wurde niemand verletzt, obwohl das Brückenwärterhaus zerstört wurde. Es dauerte fast ein Jahr, bis die Brückenteile aus dem Wasser geborgen, repariert und wieder angebracht wurden. Die Reparatur kostete 1957 fast drei Millionen Kronen, zu denen die Verluste hinzukamen, die DSB und die private Fjerritslev–Frederikshavn Jernbane hatten, weil sie Fahrgäste in Bussen über die Limfjordbrücke befördern und Güterzüge über Struer und Thisted nach Nørresundby umleiten mussten. Die Errichtung einer Notbrücke dauerte einen Monat.
Am 28. März 2012 rammte der finnische Frachter Ramona die Brücke. Die 300-Tonnen-Brückenklappe hatte sich um einem Meter verschoben und konnte nicht mehr bewegt werden. Zehn Garnituren (sechs MR und vier MF) waren auf Vendsyssel nördlich des Fjordes blockiert, so dass Danske Statsbaner überlegten, einige der überzähligen Garnituren mit einer Eisenbahnfähre ab Frederikshavn in den Süden zu überführen, da keine Umleitungsstrecke mehr existierte. Zu diesem Zeitpunkt waren jedoch die Zertifizierungen der Frachtfähre und der Brückenklappen für den Transfer von Eisenbahnwagen am Hafen in Frederikshavn abgelaufen. Die Reparatur der Brücke dauerte bis zum 29. April 2013.

## Kulturbroen
In den 2010er Jahren wurde auf der Westseite ein Fuß- und Fahrradweg angebracht, der 2017 eröffnet wurde. Die sogenannte  Kulturbroen ‚Kulturbrücke‘ wurde aus Spenden finanziert. Das Projekt litt unter schlechter Kostenabschätzung und wurde deshalb beinahe fallengelassen.